# آکاسیای سیپرفیلا
آکاسیا سیپرفیلا (نام علمی: Acacia cyperophylla) نام یک گونه از سرده آکاسیا است.